# 8 Eyed Spy
8 Eyed Spy là một ban nhạc no wave của Mỹ đến từ Thành phố New York, bao gồm Lydia Lunch (thành viên cũ của Teenage Jesus and the Jerks và Beirut Slump), Jim Sclavunos (cũng từng là thành viên của Teenage Jesus và Beirut Slump), Michael Paumgardhen, Pat Irwin và George Scott III.

## Tổng quan
AllMusic đã chứng nhận 8 Eyed Spy là "một nhóm nhạc công khai hơn nhiều so với Teenage Jesus and the Jerks".
Họ đã cover "Diddy Wah Diddy" của Bo Diddley, tác phẩm kinh điển của swamp rock "Run Through the Jungle" của Creedence Clearwater Revival và "White Rabbit" của Jefferson Airplane. Ban nhạc chỉ thu âm trong thời gian ngắn, phát hành một album trực tiếp, Live, và một album phòng thu cùng tên. Ban nhạc tan rã vào năm 1980 sau cái chết của Scott.

## Danh sách đĩa nhạc
Album phòng thu
- 8 Eyed Spy (Fetish, 1981)

Album trực tiếp
- Live (cassette, ROIR, 1981)

Album tổng hợp
- Lydia Lunch - Hysterie (Widowspeak - 1986)
- 8 Eyed Spy (Atavistic Records, 1997)

Đĩa đơn
- "Diddy Wah Diddy"/"Dead You Me Beside" (1980)